# Llanos de Tabasco y Campeche
Los llanos de Tabasco y Campeche es una zona de planicie de México, la misma abarca el área en el suroeste de Campeche y la zona norte de Tabasco. El terreno es plano, aunque existen algunas lomadas con alturas que no superan los 250 m.
La zona es denominada "la región de los ríos y las lagunas", entre los ríos que discurren por la planicie se cuentan el río San Pedro, el Palizada y el San Antonio, que son afluentes del río Usumacinta; entre las lagunas se cuentan la laguna del Este, la laguna de las Cruces y la laguna Términos. La presencia de estos ríos en la llanura da lugar a frecuentes inundaciones que afectan las condiciones de las poblaciones en la región, incluida Villahermosa la capital del estado de Tabasco.
La zona posee una vegetación exuberante y de selva entre las especies vegetales propias de la región se destacan ejemplares de caoba y cedro, y abundancia de humedales herbáceos denominados popales ("comunidad vegetal sobre superficies pantanosas permanentemente estancada en la planicie costera") y tulares donde se encuentran ejemplares de piripiri (Cyperus giganteus), peguajó (Thalia geniculata), totora (Typha domingensis), priprioca (Cyperus articulatus) y Pontederia sagittata entre otros. También se realizan explotaciones agrícolas en la región. 